# Vila Rudolfa Vorla
Vila Rudolfa Vorla je bývalá rodinná vila, která stojí v Praze 5-Hlubočepích mezi ulicemi Barrandovská a Skalní.

## Historie
Po svatbě roku 1919 se Rudolf Vorel (1891–1945) a jeho žena Sláva (1894–1973), hudební skladatelka a klavíristka, přestěhovali z rodného Náchoda do Prahy. Novomanželé dostali od matky Rudolfa v Praze malý obchod pro založení firmy Vorel, ve které vyráběli módní klobouky a drobné doplňky. Firma sídlila v Břetislavově 16 (Malá Strana, v letech 1919-1949 Praha III.).
Roku 1929 koupili pozemek v nově vznikající pražské čtvrti Barrandov a vybudovali na něm moderní vilu. V ní brzy měli hudební salón, pro který objednali u krnovské firmy Bratří Riegrů varhany podle návrhu Bedřicha Wiedermanna. Jejich stavba se však nerealizovala. Každý týden se ve vile setkávali přátelé, již v srpnu 1933 zde hrálo nově ustavené „Barrandovské kvarteto“ ve složení Antonín Seeman první housle, Karel Sušický druhé housle, Jiří Podubecký viola a jeho bratr Eugen Podubecký violoncello. Složení kvarteta se časem měnilo, s Antonínem Seemanem hrál také jeho bratr Jaroslav, pan Pokorný a na violoncello architekt F. A. Libra. Pravidelnými hosty bývali Bedřich Jaroš a Vincent Zahradník z Ondříčkova kvarteta, Jaroslav Řídký, Alois Hába, František Maxián, Jan Panenka, Josef Páleníček nebo cellista Miloš Sádlo. Mezi další časté hosty patřili architekt a sochař František Bílek, japanolog a cestovatel Josef (Joe) Hloucha, spisovatelé F. X. Svoboda a J. S. Machar nebo JUDr. Vladimír Čelakovský, pravnuk básníka F. L. Čelakovského. Sláva Vorlová se po patnácti letech práce ve firmě vrátila ke komponování. V Pražském adresáři 1937-1938 je Antonín Seeman (Seman) se svou ženou Klárou uváděn bytem Barrandovská 176.
8. května 1945 byl Rudolf Vorel před očima své ženy zastřelen oddíly SS spolu s Antonínem Seemanem (bankovní rada, Zemská banka) a dalšími muži v ulici Pod Habrovou před čp. 350/16. Sláva Vorlová žila ve vile až do své smrti v srpnu 1973.